# Ölsta, Enköpings kommun
Ölsta är en by i Gryta socken, Enköpings kommun, Uppland.
Byn består av enfamiljshus samt bondgårdar och är belägen söder om Sävaån, som här utgör gränsen mellan Enköpings och Uppsala kommuner. Byn har landsvägsförbindelse via länsväg C 590.
Ölsta är känt från dokument första gången 1220 då påven Honorius utfärdade ett skyddsbrev på vad prosten och kapitlet i Hagby ägde, däribland 8 örtugsland i Ölsta. 1292 testamenterade Magnus Johansson (Ängel) 5 1/2 örtugsland i Ölsta till sin hustru Ingeborg Nilssodotter. Magnus Håkansson (Magnus Marinassons ätt) testamenterade 1399 sitt gods Ölsta med jord i Gottsunda och i Lötsberga, Löts socken till Uppsala domkyrka för instiftande av ett prebende där. 1421 gav Bengta Bengtsdotter (Oxenstierna) 8 1/2 öresland jord i Ölsta till Vadstena kloster i samband med att hon själv trädde in där. Vadstena klosters gård i Ölsta går sedan att följa, den dras 1546 in av Gustav Vasa som arv och eget. Gustav Vasa fick även tidigare ytterligare en gård i byn genom byte med Gustaf Kafle mot jord i Hammersta, Magnus Bengtsson (Natt och Dag) ärvde 1451 två gårdar Ölsta vid arvskifte med systern Birgitta efter modern Kristina Magnusdotter (Magnus Marinassons ätt). Dessa gårdar ägdes 1562 av Lars Jespersson.
På andra sidan ån ligger Säva kvarn i Balingsta socken. Ölstastenen  är en av Upplands runstenar.